# Komariwka (rejon borzniański)
Komariwka (ukr. Комарівка) – wieś na Ukrainie, w obwodzie czernihowskim, w rejonie borzniańskim, siedziba władz miejscowej rady wiejskiej, a także (od 30 kwietnia 2017 r.) zjednoczonej hromady terytorialnej (Комарівська об’єднана територіальна громада).

## Geografia
Wieś leży 22 km na zachód od Borzny, nad rzeką Smolanką, lewym dopływem Desny. Przez Komariwkę przebiega droga terytorialna T 2552, która następnie łączy się z trasą E101 (M02). Na zachód od Komariwki znajduje się rezerwat przyrodniczy Plutyne (Плютине).

## Historia
Miejscowość wzmiankowana w 1 poł. XVII w. Według miejscowych podań nazwana od założyciela, Kozaka Komara, który otrzymał grunty nad Smoleżem (Smolanką). Zaznaczona została na mapie Guillaume'a Le Vasseur de Beauplana z 1648 r. (poniżej Borzny, Berestowca i Jedut, a powyżej Makoszyna i Sośnicy). Po likwidacji Hetmańszczyzny w 1781 Komariwka znalazła się w namiestnictwie czernihowskim, od 1796 – w guberni małorosyjskiej, a od 1802 – guberni czernihowskiej. Była centrum wołosti.

## Współczesność
W Komariwce funkcjonuje mleczarnia, piekarnia, cegielnia, zakład betoniarski oraz szkoła powszechna I–III stopnia (zespół szkół ogólnokształcących: szkoła podstawowa – szkoła średnia). Miejscowa parafia prawosławna św. Michała należy do eparchii nieżyńskiej UKP Patriarchatu Moskiewskiego. We wsi działa też amatorski klub piłkarski "Fortuna", który zdobył mistrzostwo obwodu czernihowskiego w 2018 r. i uczestniczył w rozgrywkach Amatorskiego Pucharu Ukrainy w piłce nożnej 2018/2019.